# Kościół katolicki w Chinach
Niektóre z zamieszczonych tu informacji wymagają weryfikacji.
Dokładniejsze informacje o tym, co należy poprawić, być może znajdują się w dyskusji tego artykułu.
 Po wyeliminowaniu niedoskonałości należy usunąć szablon {{Dopracować}} z tego artykułu.
Kościół katolicki w Chińskiej Republice Ludowej (zwany po chińsku Tiānzhǔjiào, 天主教, tzn. „Religia Władcy Niebios”, po określeniu używanym tradycyjnie w odniesieniu do Boga przez chińskich katolików) ma długą i skomplikowaną historię. Chrześcijaństwo istniało w Chinach w różnych formach przynajmniej od czasów dynastii Tangów w VIII w. n.e. Po przejęciu władzy przez Komunistyczną Partię Chin w 1949 roku, katoliccy i protestanccy misjonarze zostali wydaleni z kraju, a samą religię zaczęto przedstawiać jako promowanie zachodniego imperializmu. W 1957 chiński rząd założył Patriotyczne Stowarzyszenie Katolików Chińskich, które odrzuca zwierzchnictwo Watykanu i ustanawia swoich własnych biskupów.

## Najstarsze ślady
Początki chrześcijaństwa na terenach Chin wyznacza chińsko-syryjska inskrypcja z 785 r., wspominająca nestoriańskiego mnicha z Syrii imieniem Alopen. Miał on sprowadzić w 635 roku przynajmniej siedemdziesięciu duchownych i mnichów oraz przetłumaczyć księgi liturgiczne na język chiński. Chrześcijaństwo rozwijało się swobodnie aż do końca IX wieku, gdy zostało zakazane

## Dynastia Yuan (1271–1368)
Papiestwo zainteresowało się ewangelizacją Chin w XIII wieku. Po nieudanych początkach sukcesem okazało się poselstwo franciszkanina Jana z Montecorvino do chana Timura, które od 1294 roku rozpoczęło szerszą działalność misyjną. Papież Bonifacy VIII wysłał do Chin 7 nowo wyświęconych biskupów. Ich zadaniem było wyświęcenie Jana na arcybiskupa Pekinu. Do celu dotarło czterech z nich i wspólnie rozpoczęli ewangelizację. W 1307 powstała pierwsza metropolia w Pekinie (Chanbałyku). Jan wzniósł 3 kościoły i ochrzcił około 6 tys. mieszkańców stolicy. Przetłumaczył również Nowy Testament oraz księgi liturgiczne. W 1330 roku jego następca Odoryk z Pordenone sprowadził z Europy kolejnych misjonarzy.

## XV-XVIII wiek
Nieznajomość języka i brak powołań doprowadziły z czasem do osłabienia ewangelizacji w Chinach. Za czasów dynastii Ming metropolia pekińska przestała istnieć, a wraz z nią chiński katolicyzm. Misjonarze zaczęli powracać na te tereny dopiero w XVI wieku, ale pierwsze próby ewangelizacji znów okazały się nieskuteczne. Kluczem do sukcesu okazała się znajomość kultury i języka chińskiego jaką wykazali się ojcowie Matteo Ricci i Michele Ruggieri – włoscy jezuici, którzy otrzymali zgodę na utworzenie misji w 1582 roku. W początkowym okresie prawo do ewangelizowania Chin mieli tylko jezuici, ale z czasem zaczęły napływać tam również i inne zgromadzenia zakonne. W 1654 w Manili został wyświęcony pierwszy chiński ksiądz. Wśród misjonarzy działających w tym okresie na terytorium Chin był m.in. Polak – Jan Mikołaj Smogulecki. Do roku 1720 liczba katolików w Chinach osiągnęła około pół miliona.

### Spór akomodacyjny
Gdy do Chin dotarli zakonnicy innych zgromadzeń doszło do sporu w zakresie metod ewangelizacyjnych. Jezuici podobnie jak w Indiach stosowali akomodację. Z kolei misjonarze hiszpańscy z zakonów żebraczych (franciszkanie i dominikanie) preferowali metody tradycyjne. Od 1645 roku w spór została wmieszana Stolica Apostolska, która pod wpływem pism dominikańskich i franciszkańskich początkowo wprowadziła zakaz stosowania akomodacji. Został on częściowo uchylony przez Klemensa IX w 1669 roku. Spór zaostrzył się gdy do Chin trafił legat papieski Karol de Tournon. Zabronił on stosowania akomodacji i w wyniku sporu z cesarzem został uwięziony w Makau, gdzie zmarł. W odpowiedzi papież Klemens XI zakazał stosowania akomodacji, cesarz zaś zabronił propagowania chrześcijaństwa w Chinach rozpoczynając okres krwawych prześladowań.

## Przełom XIX i XX wieku

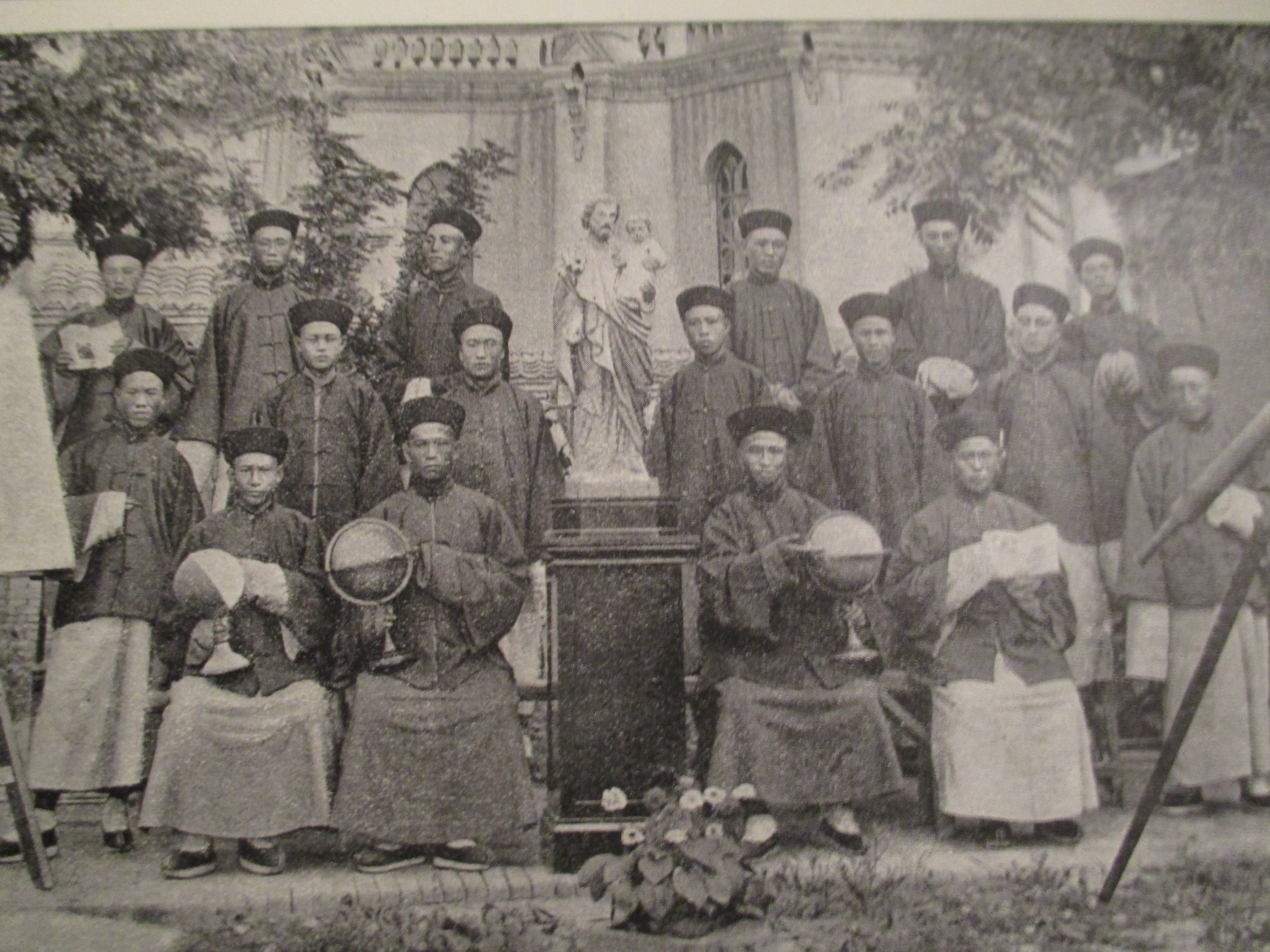
Seminarium duchowne (1900)

Ponowny rozwój działalności misyjnej na terytorium Chin rozpoczął się dopiero pod koniec XIX wieku, kiedy to różne zgromadzenia zakonne wysłały tam swoich misjonarzy. W tym czasie jednak panowały w Chinach nastroje nacjonalistyczne. W czasie powstania bokserów zginęło 5 biskupów, 30 misjonarzy i ok. 30 tys. chrześcijan. Jednakże działalność misyjna dalej rozwijała się powodując stały wzrost liczby wiernych. Kościół starał się odpolitycznić misje. W 1924 roku odbył się pierwszy synod krajowy. Zaczęto zakładać katolickie uniwersytety, szkoły średnie i podstawowe. Pierwsi biskupi chińscy zostali konsekrowani w 1926 roku, a do 1940 było ich już 23, a liczba chrześcijan sięgała 3 mln. Od 1939 roku przestały obowiązywać zakazy obrzędowe wprowadzone w XVIII wieku. W 1946 roku papież Pius XII erygował 20 chińskich metropolii oraz ponad 100 diecezji, prefektur i administratur apostolskich.

## Chińska Republika Ludowa
W 1950 roku wydano dekrety przeciw kontrrewolucji, którymi objęto także Kościół katolicki. W rezultacie znacjonalizowano szkoły, a misjonarzy wydalono z kraju. W 1957 roku utworzono Patriotyczne Stowarzyszenie Katolików Chińskich – tzw. kościół patriotyczny, który nie miał być podległy „obcym mocarstwom”. Ci, którzy postanowili pozostać wierni papieżowi utworzyli nielegalny kościół podziemny. W wyniku polityki rządu chińskiego doszło do prześladowań, w wyniku których wielu chrześcijan oddało życie za wiarę lub spędziło wiele lat w więzieniach.

## Czasy współczesne
W dzisiejszych czasach podejmuje się starania mające przywrócić jedność pomiędzy kościołami chińskimi. Zarówno Patriotyczne Stowarzyszenie Katolików Chińskich, jak i kościół podziemny są poddawane prześladowaniom. Oba starają się też utrzymywać relacje z Rzymem. Mimo usilnych starań rządu, by oddzielić oficjalny kościół od wpływów papieskich około 80% biskupów wyświęconych w Chinach jest uznanych także przez Watykan.
Z różnych powodów bardzo trudno jest określić liczbę katolików w Chinach. Oficjalnie podaje się, iż ich liczba wynosi 5,6 mln. Rzeczywistą liczbę szacuje się jednak na 12–14 mln. Z około 90 biskupów niespełna połowa działa w podziemiu. Liczba księży sięga 3000 z czego około 1200 działa w podziemiu. Sióstr zakonnych jest około 4800, z czego około 1200-1300 działa w podziemiu. Oficjalnie działa 20 seminariów duchownych oraz około 40 nowicjatów żeńskich. Liczbę kościołów i kaplic szacuje się na około 6000. Szacuje się, że rocznie około 2 mln Chińczyków przyjmuje chrzest.

## Hongkong i Makau
Kościół rzymskokatolicki ma pozwolenie władz chińskich do swobodnej jurysdykcji w Makau i Hongkongu.

## Dyplomatyczne relacje z Watykanem
Od czasu wyboru w 2005 r. na papieża Benedykta XVI stosunki Kościoła katolickiego w Chinach ze Stolicą Apostolską uległy ociepleniu, za pontyfikatu Jana Pawła II były one bardziej napięte.